# Каштановка (Зеленоградский район)
Каштановка — посёлок в Зеленоградском районе Калининградской области. Входит в состав Ковровского сельского поселения.

## Население
| 2002 | 2010 |
| ---- | ---- |
| 258  | ↘217 |

## История
29 января 1945 года посёлок Молленен был взят войсками 3-го Белорусского фронта. В 1946 году переименован в Каштановку.